# Ellscott
Ellscott est un hameau (hamlet) du Comté d'Athabasca, situé dans la province canadienne d'Alberta.

## Démographie
En tant que localité désignée dans le recensement de 2011, Ellscott a une population de 0 habitants dans 2 de ses 3 logements, soit une variation de -100.0% par rapport à la population de 2006. Avec une superficie de 0,686 7 km2, le hameau possède une densité de population de 0,000 0 hab/km2 en 2011.
Concernant le recensement de 2006, Ellscott abritait 5 habitants dans 3 de ses 6 logements. Avec une superficie de 0,686 6 km2, le hameau possédait une densité de population de 7,3 hab/km2 en 2006.